# Potoška vas
Potoška vas este o localitate din comuna Zagorje ob Savi, Slovenia, cu o populație de 222 de locuitori.